# Curling-Europameisterschaft 2008

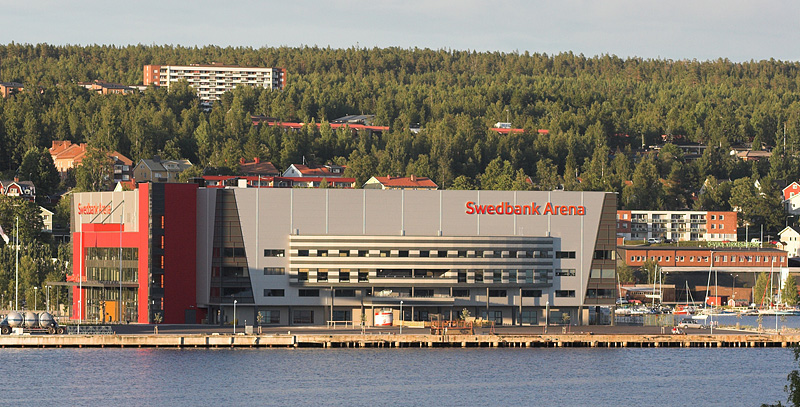
Die Swedbank Arena (heute Fjällräven Center) vom Wasser aus gesehen.

Die Curling-Europameisterschaft 2008 der Männer und Frauen fand vom 6. bis 13. Dezember 2008 in Örnsköldsvik in Schweden statt. Austragungsort war die Swedbank Arena.

## Turnier der Männer

### Teilnehmer
| Dänemark                                                                                                  | Deutschland | Frankreich |
| --- | --- | --- |
| Skip: Ulrik Schmidt Third: Johnny Frederiksen Second: Bo Jensen Lead: Lars Vilandt Ersatz: Mikkel Poulsen | Skip: Andreas Kapp Third: Andreas Lang Second: Uli Kapp Lead: Holger Höhne Ersatz: Andreas Kempf                     | Skip: Thomas Dufour Third: Tony Angiboust Second: Jan Henri Ducroz Lead: Raphaël Mathieu Ersatz: Richard Ducroz |
| Irland | Norwegen | Schottland |
| Skip: Peter Wilson Third: Bill Gray Second: Neil Fyfe Lead: John Furey Ersatz: David Smith                | Skip: Thomas Ulsrud Third: Torger Nergård Second: Christoffer Svae Lead: Håvard Petersson Ersatz: Thomas Due         | Skip: David Murdoch Third: Ewan MacDonald Second: Peter Smith Lead: Euan Byers Ersatz: Graeme Connal            |
| Schweden                                                                                                  | Schweiz | Spanien |
| Skip: Mathias Mabergs Third: Henrik Edlund Second: Emil Maklund Lead: David Kallin Ersatz: Andreas Prytz  | Skip: Stefan Karnusian Third: Christof Schwaller Second: Robert Hürlimann Lead: Rolf Iseli Ersatz: Andreas Schwaller | Skip: Antonio de Mollinedo Third: Martin Rios Second: Jose Manuel Sangüesa Lead: Angel Garcia Ersatz:           |
| Tschechien                                                                                                | | |
| Skip: Jiří Snítil Third: Jindřich Kitzberger Second: Martin Snítil Lead: Marek Vydra Ersatz: Karel Uher   | | |

### Round Robin
| Platz | Team        | Spiele | Siege | Ndlg. |
| ----- | ----------- | ------ | ----- | ----- |
| 01.   | Deutschland | 9      | 7     | 2     |
|       | Norwegen    | 9      | 7     | 2     |
|       | Schottland  | 9      | 7     | 2     |
| 04.   | Schweiz     | 9      | 6     | 3     |
| 05.   | Dänemark    | 9      | 5     | 4     |
| 06.   | Frankreich  | 9      | 4     | 5     |
|       | Tschechien  | 9      | 4     | 5     |
| 08.   | Schweden    | 9      | 3     | 6     |
| 09.   | Irland      | 9      | 1     | 8     |
|       | Spanien     | 9      | 1     | 8     |

| Datum   | Zeit  | Begegnung                | Resultat |
| ------- | ----- | ------------------------ | -------- |
| 6. Dez. | 08:00 | Schottland – Deutschland | 3:6      |
|         |       | Schweiz – Schweden       | 8:4      |
|         |       | Dänemark – Spanien       | 11:1     |
|         |       | Irland – Frankreich      | 6:5      |
|         |       | Norwegen – Tschechien    | 9:1      |
|         | 16:00 | Irland – Schweiz         | 5:10     |
|         |       | Schottland – Spanien     | 13:1     |
|         |       | Deutschland – Norwegen   | 12:8     |
|         |       | Dänemark – Tschechien    | 10:3     |
|         |       | Frankreich – Schweden    | 8:3      |
| 7. Dez. | 09:00 | Schweden – Dänemark      | 8:6      |
|         |       | Norwegen – Frankreich    | 10:3     |
|         |       | Tschechien – Schottland  | 0:9      |
|         |       | Schweiz – Deutschland    | 8:3      |
|         |       | Spanien – Irland         | 7:4      |
|         | 19:00 | Norwegen – Schottland    | 6:5      |
|         |       | Dänemark – Schweiz       | 7:8      |
|         |       | Schweden – Irland        | 10:4     |
|         |       | Frankreich – Spanien     | 10:5     |
|         |       | Tschechien – Deutschland | 4:9      |
| 8. Dez. | 12:00 | Tschechien – Irland      | 6:3      |
|         |       | Spanien – Deutschland    | 4:11     |
|         |       | Frankreich – Schweiz     | 10:7     |
|         |       | Schweden – Schottland    | 4:8      |
|         |       | Dänemark – Norwegen      | 4:9      |

| Datum    | Zeit  | Begegnung                | Resultat |
| -------- | ----- | ------------------------ | -------- |
|          | 20:00 | Dänemark – Frankreich    | 6:3      |
|          |       | Schweden – Tschechien    | 4:9      |
|          |       | Irland – Deutschland     | 3:10     |
|          |       | Spanien – Norwegen       | 5:6      |
|          |       | Schottland – Schweiz     | 6:5      |
| 9. Dez.  | 14:00 | Spanien – Schweden       | 1:8      |
|          |       | Irland – Norwegen        | 4:9      |
|          |       | Schottland – Dänemark    | 7:4      |
|          |       | Tschechien – Schweiz     | 8:7      |
|          |       | Deutschland – Frankreich | 5:4      |
| 10. Dez. | 09:00 | Schweiz – Norwegen       | 7:4      |
|          |       | Frankreich – Schottland  | 5:6      |
|          |       | Spanien – Tschechien     | 2:9      |
|          |       | Deutschland – Schweden   | 10:2     |
|          |       | Irland – Dänemark        | 5:11     |
|          | 18:30 | Frankreich – Tschechien  | 4:3      |
|          |       | Deutschland – Dänemark   | 5:7      |
|          |       | Norwegen – Schweden      | 7:6      |
|          |       | Schottland – Irland      | 13:2     |
|          |       | Schweiz – Spanien        | 14:4     |

### Playoffs
|  | Page Playoffs | Page Playoffs | Page Playoffs |   |             | Halbfinale | Halbfinale | Halbfinale |   |  | Finale   | Finale | Finale |
|  |               |               |               |   |             |            |            |            |   |  |          |        |        |
|  | 1             | Deutschland   | 7             |   |             |            |            |            |   |  |          |        |        |
|  | 2             | Norwegen      | 9             |   |             |            |            |            |   |  | Norwegen | 6      |        |
|  | 2             | Norwegen      | 9             |   | Deutschland | 2          |            |            |   |  | Norwegen | 6      |        |
|  |               |               |               |   | Deutschland | 2          |            | Schottland | 7 |  |          |        |        |
|  |               |               | Schottland    | 7 |             |            |            | Schottland | 7 |  |          |        |        |
|  | 3             | Schottland    | Schottland    | 7 | 6           |            |            |            |   |  |          |        |        |
|  | 3             | Schottland    |               |   |             |            |            |            |   |  |          |        |        |
|  | 4             | Schweiz       | 2             |   |             |            |            |            |   |  |          |        |        |

| Team        | 1 | 2 | 3 | 4 | 5 | 6 | 7 | 8 | 9 | 10 | Total |
| Deutschland | 0 | 2 | 2 | 0 | 0 | 0 | 2 | 0 | 1 | 0  | 7     |
| Norwegen    | 1 | 0 | 0 | 2 | 0 | 2 | 0 | 3 | 0 | 1  | 9     |

| Team       | 1 | 2 | 3 | 4 | 5 | 6 | 7 | 8 | 9 | 10 | Total |
| Schottland | 2 | 0 | 0 | 0 | 0 | 2 | 2 | 0 | x | x  | 6     |
| Schweiz    | 0 | 0 | 1 | 0 | 0 | 0 | 0 | 1 | x | x  | 2     |

| Team        | 1 | 2 | 3 | 4 | 5 | 6 | 7 | 8 | 9 | 10 | Total |
| Deutschland | 0 | 0 | 0 | 0 | 2 | 0 | 0 | 0 | x | x  | 2     |
| Schottland  | 0 | 2 | 0 | 0 | 0 | 3 | 1 | 1 | x | x  | 7     |

| Team       | 1 | 2 | 3 | 4 | 5 | 6 | 7 | 8 | 9 | 10 | 11 | Total |
| Norwegen   | 2 | 1 | 0 | 1 | 0 | 1 | 0 | 0 | 1 | 0  | 0  | 6     |
| Schottland | 0 | 0 | 2 | 0 | 1 | 0 | 1 | 0 | 0 | 2  | 1  | 7     |

| Platz | Land        |
| ----- | ----------- |
| 01    | Schottland  |
| 02    | Norwegen    |
| 03    | Deutschland |
| 04    | Schweiz     |
| 05    | Dänemark    |
| 06    | Frankreich  |
| 07    | Tschechien  |
| 08    | Schweden    |
| 09    | Irland      |
| 10    | Spanien     |

## Turnier der Frauen

### Teilnehmerinnen
| Dänemark | Deutschland | England |
| --- | --- | --- |
| Forth: Madeleine Dupont Third: Denise Dupont Skip: Angelina Jensen* Lead: Camilla Jensen Ersatz: Ane Hansen         | Skip: Andrea Schöpp Third: Monika Wagner Second: Mélanie Robillard Lead: Stella Heiß Ersatz: Christina Haller               | Skip: Kirsty Balfour Third: Caroline Reed Second: Claire Grimwood Lead: Sarah McVey Ersatz: Suzie Law                     |
| Italien | Niederlande | Russland |
| Skip: Diana Gaspari Third: Giorgia Alpollonio Second: Violetta Caldart Lead: Elettra De Col Ersatz: Lucrezia Salvai | Skip: Shari Leibbrandt-Demmon Third: Margretha Voskuilen Second: Ester Romijn Lead: Idske De Jong Ersatz: Marianne Neeleman | Skip: Ljudmila Priwiwkowa Third: Olga Scharkowa Second: Nkeiruka Jesech Lead: Jekaterina Galkina Ersatz: Margarita Fomina |
| Schottland | Schweden | Schweiz |
| Skip: Kelly Wood Third: Jackie Lockhart Second: Lorna Vevers Lead: Lindsay Wood Ersatz: Eve Muirhead                | Skip: Anette Norberg Third: Eva Lund Second: Cathrine Lindahl Lead: Anna Svärd Ersatz: Kajsa Bergström                      | Skip: Mirjam Ott Third: Carmen Schäfer Second: Valeria Spälty Lead: Janine Greiner Ersatz: Carmen Küng                    |
| Tschechien | | |
| Skip: Kateřina Urbanová Third: Lenka Černovská Second: Jana Šafaříková Lead: Jana Šimmerová Ersatz: Zuzana Hájková  | | |

* Jensen ist der Skip, spielt aber als Second; D. Dupont spielt die Steine des Third und M. Dupont spielt die Steine des Skips.

### Round Robin
| Platz | Team        | Spiele | Siege | Ndlg. |
| ----- | ----------- | ------ | ----- | ----- |
| 01.   | Schweiz     | 9      | 7     | 2     |
|       | Schweden    | 9      | 7     | 2     |
| 03.   | Dänemark    | 9      | 6     | 3     |
|       | Deutschland | 9      | 6     | 3     |
| 05.   | Italien     | 9      | 5     | 4     |
|       | Schottland  | 9      | 5     | 4     |
| 07.   | Russland    | 9      | 4     | 5     |
| 08.   | Niederlande | 9      | 2     | 7     |
|       | England     | 9      | 2     | 7     |
| 10.   | Tschechien  | 9      | 1     | 8     |

| Datum   | Zeit  | Begegnung                 | Resultat |
| ------- | ----- | ------------------------- | -------- |
| 6. Dez. | 12:00 | Schweden – Dänemark       | 8:2      |
|         |       | Russland – Italien        | 8:7      |
|         |       | Tschechien – Schottland   | 3:10     |
|         |       | Schweiz – Deutschland     | 6:7      |
|         |       | England – Niederlande     | 6:7      |
|         | 20:00 | Russland – Schottland     | 4:9      |
|         |       | Dänemark – Schweiz        | 5:10     |
|         |       | Schweden – Niederlande    | 12:2     |
|         |       | Italien – England         | 9:6      |
|         |       | Tschechien – Deutschland  | 3:7      |
| 7. Dez. | 14:00 | Tschechien – Niederlande  | 6:7      |
|         |       | England – Deutschland     | 8:3      |
|         |       | Italien – Schweiz         | 7:4      |
|         |       | Schweden – Schottland     | 9:8      |
|         |       | Dänemark – Russland       | 8:1      |
| 8. Dez. | 08:00 | Dänemark – Italien        | 6:5      |
|         |       | Schweden – Tschechien     | 6:3      |
|         |       | Niederlande – Deutschland | 3:6      |
|         |       | England – Russland        | 2:9      |
|         |       | Schottland – Schweiz      | 4:7      |
|         | 16:00 | England – Schweden        | 1:10     |
|         |       | Niederlande – Russland    | 6:9      |
|         |       | Schottland – Dänemark     | 9:5      |
|         |       | Tschechien – Schweiz      | 3:5      |
|         |       | Deutschland – Italien     | 5:6      |

| Datum    | Zeit  | Begegnung                | Resultat |
| -------- | ----- | ------------------------ | -------- |
| 9. Dez.  | 09:00 | Schweiz – Russland       | 9:4      |
|          |       | Italien – Schottland     | 9:7      |
|          |       | England – Tschechien     | 8:3      |
|          |       | Deutschland – Schweden   | 13:4     |
|          |       | Niederlande – Dänemark   | 3:7      |
|          | 18:30 | Italien – Tschechien     | 7:8      |
|          |       | Deutschland – Dänemark   | 6:7      |
|          |       | Russland – Schweden      | 5:8      |
|          |       | Schottland – Niederlande | 10:3     |
|          |       | Schweiz – England        | 12:1     |
| 10. Dez. | 14:00 | Schottland – Deutschland | 6:9      |
|          |       | Schweiz – Schweden       | 7:4      |
|          |       | Dänemark – England       | 7:5      |
|          |       | Niederlande – Italien    | 5:7      |
|          |       | Russland – Tschechien    | 10:9     |
| 11. Dez. | 08:00 | Niederlande – Schweiz    | 3:8      |
|          |       | Schottland – England     | 9:4      |
|          |       | Deutschland – Russland   | 6:4      |
|          |       | Dänemark – Tschechien    | 5:4      |
|          |       | Italien – Schweden       | 2:9      |

### Playoffs
|  | Page Playoffs | Page Playoffs | Page Playoffs |   |          | Halbfinale | Halbfinale | Halbfinale |   |  | Finale  | Finale | Finale |
|  |               |               |               |   |          |            |            |            |   |  |         |        |        |
|  | 1             | Schweiz       | 8             |   |          |            |            |            |   |  |         |        |        |
|  | 2             | Schweden      | 4             |   |          |            |            |            |   |  | Schweiz | 5      |        |
|  | 2             | Schweden      | 4             |   | Schweden | 8          |            |            |   |  | Schweiz | 5      |        |
|  |               |               |               |   | Schweden | 8          |            | Schweden   | 4 |  |         |        |        |
|  |               |               | Dänemark      | 7 |          |            |            | Schweden   | 4 |  |         |        |        |
|  | 3             | Dänemark      | Dänemark      | 7 | 8        |            |            |            |   |  |         |        |        |
|  | 3             | Dänemark      |               |   |          |            |            |            |   |  |         |        |        |
|  | 4             | Deutschland   | 7             |   |          |            |            |            |   |  |         |        |        |

| Team     | 1 | 2 | 3 | 4 | 5 | 6 | 7 | 8 | 9 | 10 | Total |
| Schweiz  | 0 | 0 | 2 | 0 | 1 | 0 | 0 | 2 | 1 | 2  | 8     |
| Schweden | 0 | 0 | 0 | 1 | 0 | 2 | 1 | 0 | 0 | 0  | 4     |

| Team        | 1 | 2 | 3 | 4 | 5 | 6 | 7 | 8 | 9 | 10 | 11 | Total |
| Dänemark    | 1 | 0 | 1 | 0 | 3 | 0 | 0 | 1 | 1 | 0  | 1  | 8     |
| Deutschland | 0 | 2 | 0 | 2 | 0 | 2 | 0 | 0 | 0 | 1  | 0  | 7     |

| Team     | 1 | 2 | 3 | 4 | 5 | 6 | 7 | 8 | 9 | 10 | Total |
| Schweden | 2 | 0 | 0 | 1 | 0 | 0 | 1 | 0 | 4 | 0  | 8     |
| Dänemark | 0 | 2 | 0 | 0 | 2 | 1 | 0 | 1 | 0 | 1  | 7     |

| Team     | 1 | 2 | 3 | 4 | 5 | 6 | 7 | 8 | 9 | 10 | Total |
| Schweiz  | 2 | 0 | 1 | 0 | 0 | 1 | 0 | 0 | 0 | 1  | 5     |
| Schweden | 0 | 1 | 0 | 1 | 1 | 0 | 0 | 1 | 0 | 0  | 4     |

| Platz | Land        |
| ----- | ----------- |
| 01    | Schweiz     |
| 02    | Schweden    |
| 03    | Dänemark    |
| 04    | Deutschland |
| 05    | Italien     |
| 06    | Schottland  |
| 07    | Russland    |
| 08    | Niederlande |
| 09    | England     |
| 10    | Tschechien  |